# Bakoumba
Bakoumba – miasto w południowo-wschodnim Gabonie, w prowincji Ogowe Górne, na południowy zachód od Moanda. Liczba mieszkańców miasta wynosi około 2,5 tys.